# Katastrofa lotu FedEx Express 80
Katastrofa lotu FedEx Express 80 – katastrofa, która wydarzyła się podczas rejsowego lotu transportowego z Międzynarodowego Portu Lotniczego Baiyun w Kantonie w Chinach, na Międzynarodowy Port lotniczy Narita, w Prefekturze Chiba (w pobliżu Tokio), w Japonii. 23 marca 2009 samolot McDonnell Douglas MD-11F (nr rejestracyjny N526FE) obsługujący ten lot rozbił się o 6:48 rano, czasu japońskiego (JST), podczas próby lądowania na pasie startowym 34L, w warunkach porywistego wiatru. Samolot został zdestabilizowany w fazie wytrzymania i przyziemienia, w rezultacie czego nie odzyskał równowagi i wylądował odbijając się od płyty lotniska. Spowodowało to uszkodzenie konstrukcji podwozia i płatowca. Objęty gwałtownym pożarem samolot zatrzymał się poza pasem, "na plecach". Obecni na pokładzie jedyni członkowie załogi, pilot i pierwszy oficer, zginęli.

## Przebieg lotu

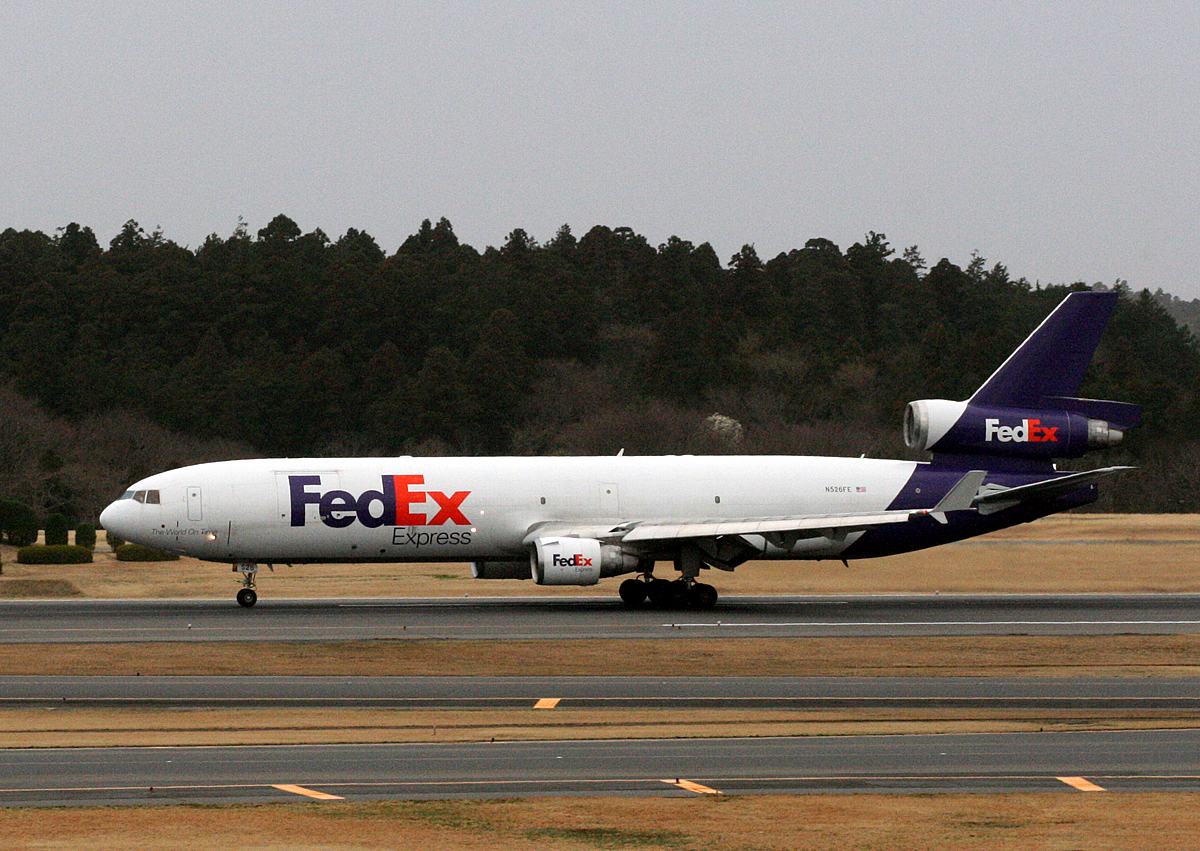
MD-11F, który uległ katastrofie (nr rej. N526FE). Zdjęcie wykonano na lotnisku w Tokio, dwa dni przed katastrofą.

Samolot biorący udział w katastrofie został wyprodukowany w 1993 roku. Początkowo był wykorzystywany jako samolot pasażerski przez amerykańskie linie Delta Airlines. W październiku 2004 roku samolot został przejęty przez FedEx i przerobiony na wersję towarową.
23 marca 2009 samolot leciał z Kantonu do Tokio. Na pokładzie MD-11 znajdowali się dwaj piloci. Kapitanem był 54-letni Kevin Kyle Mosley, drugim pilotem - 49-letni Anthony Stephen Pino. Samolot podchodził do lądowania na pas 34L przy silnym wietrze. Podczas lądowania uderzył w asfalt. Odbił się, złapał powietrze pod prawe skrzydło i wybił się w górę. Lewe skrzydło zawadziło o asfalt. Nastąpił wyciek paliwa i pożar, który objął całą maszynę. Obydwaj piloci zostali przewiezieni do szpitala, gdzie stwierdzono ich zgon. Była to pierwsza katastrofa na lotnisku Narita od 1978 roku.

## Wypadek
Po przelocie nocą mniej więcej 1800 mil (2900 km) z Kantonu w Chinach, wczesnym rankiem załoga rozpoczęła manewr podchodzenia do lądowania w Porcie Lotniczym Narita, pod Tokio. Załogi samolotów lądujących bezpośrednio przed statkiem powietrznym, który uległ wypadkowi meldowały "uskok wiatru na wysokościach poniżej 600 metrów" i ta informacja została przekazana załodze samolotu FedEx. Wiatr na powierzchni płyty lotniska wiał z kierunku 320° z siłą 26 węzłów, w porywach do 40. Po twardym lądowaniu na pasie 34L, samolot odbił się trzy razy, spadając najpierw na przednią goleń, czyli pomocnicze podwozie dziobowe (przypadłość zwana po angielsku "porpoising" - "morświnowaniem", od ruchów w górę i w dół, jakie wykonują pływając delfiny i morświny) co spowodowało utratę kontroli kierunkowej i wysokościowej. Gdy podwozie uległo zniszczeniu, lewe skrzydło uderzyło w pas startowy, powodując zboczenie w lewo, wybuch płomieni i wykonanie "koziołka", podczas gdy płatowiec się łamał, by spocząć ostatecznie "do góry nogami" w trawie, na lewo od pasa. Ponad dwie godziny zajęło strażakom ugaszenie ognia, który kompletnie zniszczył statek powietrzny i jego zawartość.

## Po katastrofie
Gaszenie pożaru zajęło strażakom 2 godziny. MD-11 został kompletnie zniszczony. Po katastrofie na wiele godzin zamknięto pas 34L/16R o długości 4000m. Czynny był jedynie pas 16L/34R, który ma 2180 metrów, który był zbyt krótki, aby mogły z niego wystartować maszyny takie jak Boeing 777-300ER czy Airbus A340-600. Spowodowało to zamieszanie i znaczne opóźnienia innych lotów.

## Przyczyny
Jako przyczynę podano zmęczenie i błąd pilota, który prawdopodobnie nie wiedział, że nastąpiło odbicie maszyny od pasa i postępował jak podczas prawidłowego przyziemienia. Po tym wypadku zalecono zainstalowanie urządzenia wskazującego na kontakt podwozia z pasem.